# Trezor
Trezor (fr. trésor od grčkog  θησαυρός - thesaurós = riznica) je posebna prostorija u bankama i drugim ustanovama s blagajnama i sefovima koja je osigurana od provala i požara. Namijenjene su čuvanju novca i drugih vrijednosti (na primjer, povijesni dokumenti, knjige, biološki uzorci). Države često imaju "državni trezor" koji predstavlja blagajnu države.